# Parodontalstatus

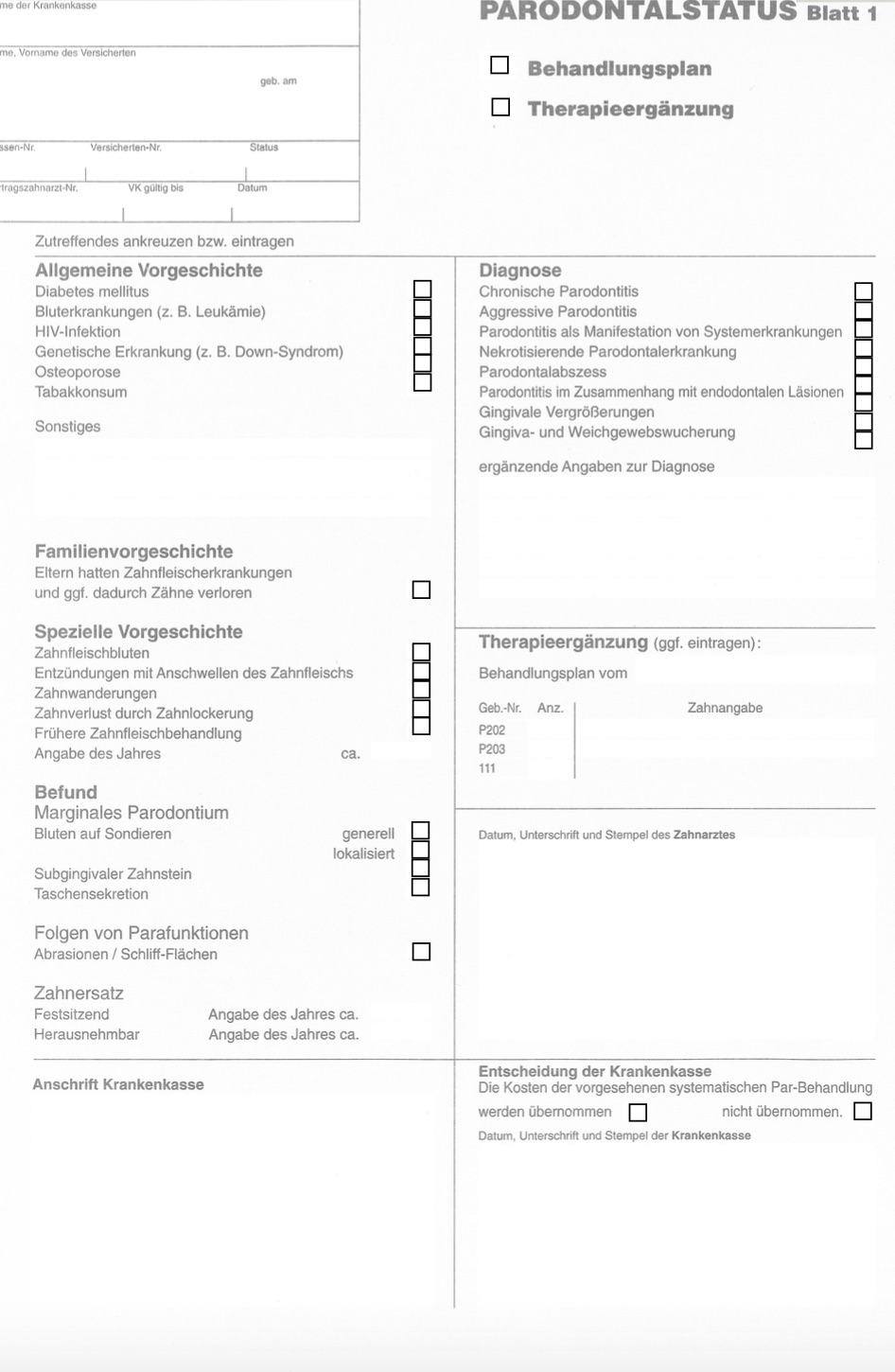
Parodontalstatus Blatt 1 für gesetzlich Krankenversicherte in Deutschland

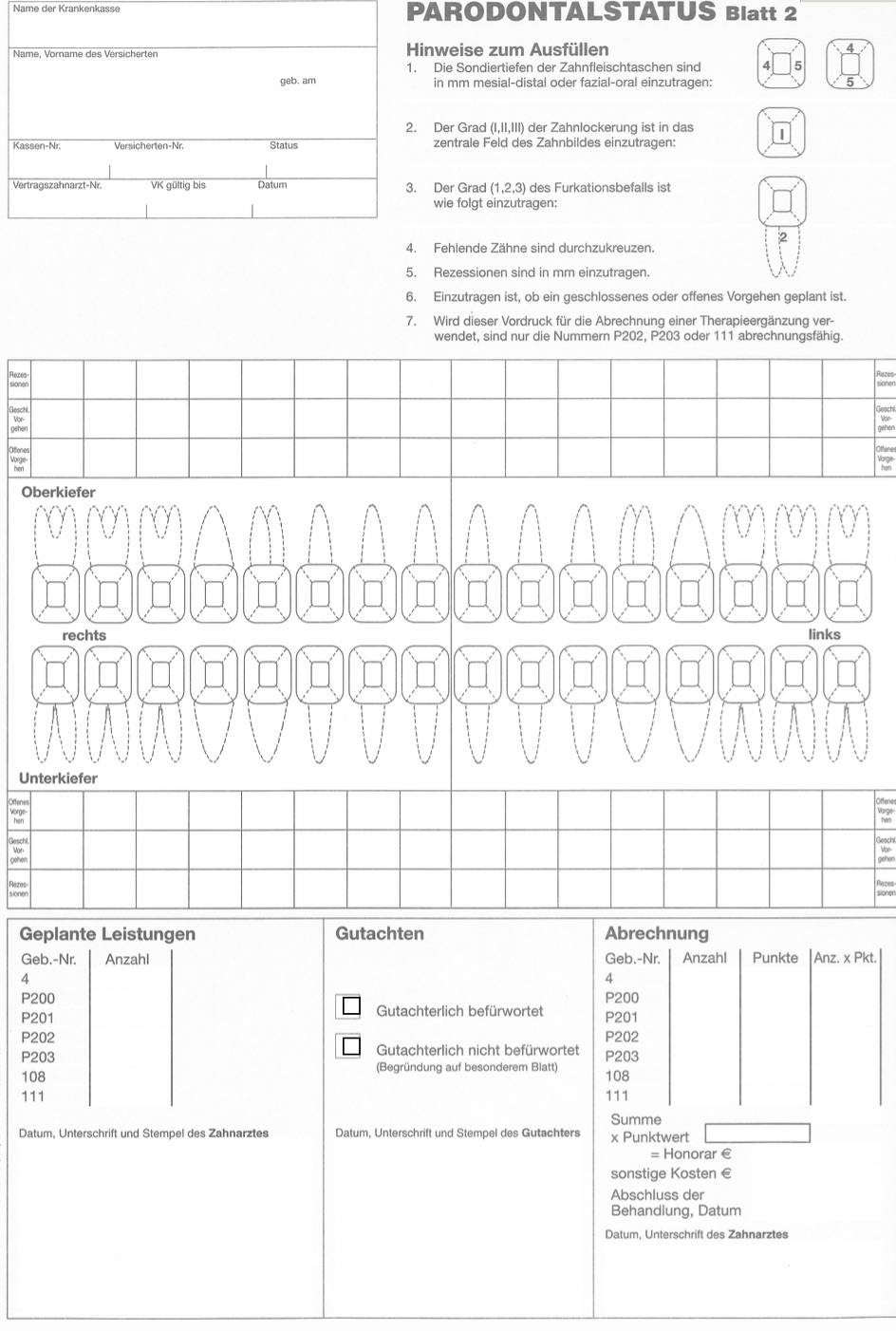
Parodontalstatus Blatt 2 für gesetzlich Krankenversicherte in Deutschland

Unter dem Parodontalstatus (von altgriechisch παρά para, deutsch ‚neben‘, altgriechisch ὀδούς, Gen. ὀδόντος odontos, deutsch ‚Zahn‘ und lateinisch status ‚Zustand‘) versteht man in der Zahnmedizin die Befunderhebung der Parodontien (Zahnhalteapparat). Die Befunderhebung umfasst obligate (verpflichtend) und fakultativ (freigestellt) zu erhebende Befunde, demnach solche Befunde, die unbedingt nötig sind und solche, die nicht unbedingt erhoben werden müssen. Die obligaten Eintragungen entsprechen den Mindestanforderungen der gesetzlichen Krankenkassen in Deutschland zur Bewilligung des Antrages auf Übernahme der Kosten, in dem die Befunde einzutragen sind. Daneben werden zahlreiche andere Vordrucke angeboten, um die Befunde festzuhalten. Praxisverwaltungssoftware enthält entsprechende Programme zur Eintragung und Visualisierung der Befunde. Hellwege empfiehlt, statt der Fachbezeichnung Parodontalstatus gegenüber Patienten die Bezeichnung Parodontitis-Risiko-Protokoll zu verwenden, was die Aufmerksamkeit auf den pathologischen Befund erhöhen soll.

## Anatomische Grundlagen
Der Zahnhalteapparat besteht aus dem Zahnfleisch (Gingiva propria), dem Zahnzement (Cementum), dem Zahnfach (Alveole), der Wurzelhaut (Desmodont oder Periodontium) und den Sharpey-Fasern. Diese Bindegewebsfasern des Zahnhalteapparats verbinden das Zement des Zahnes mit dem Zahnfach.

## Befunderhebung

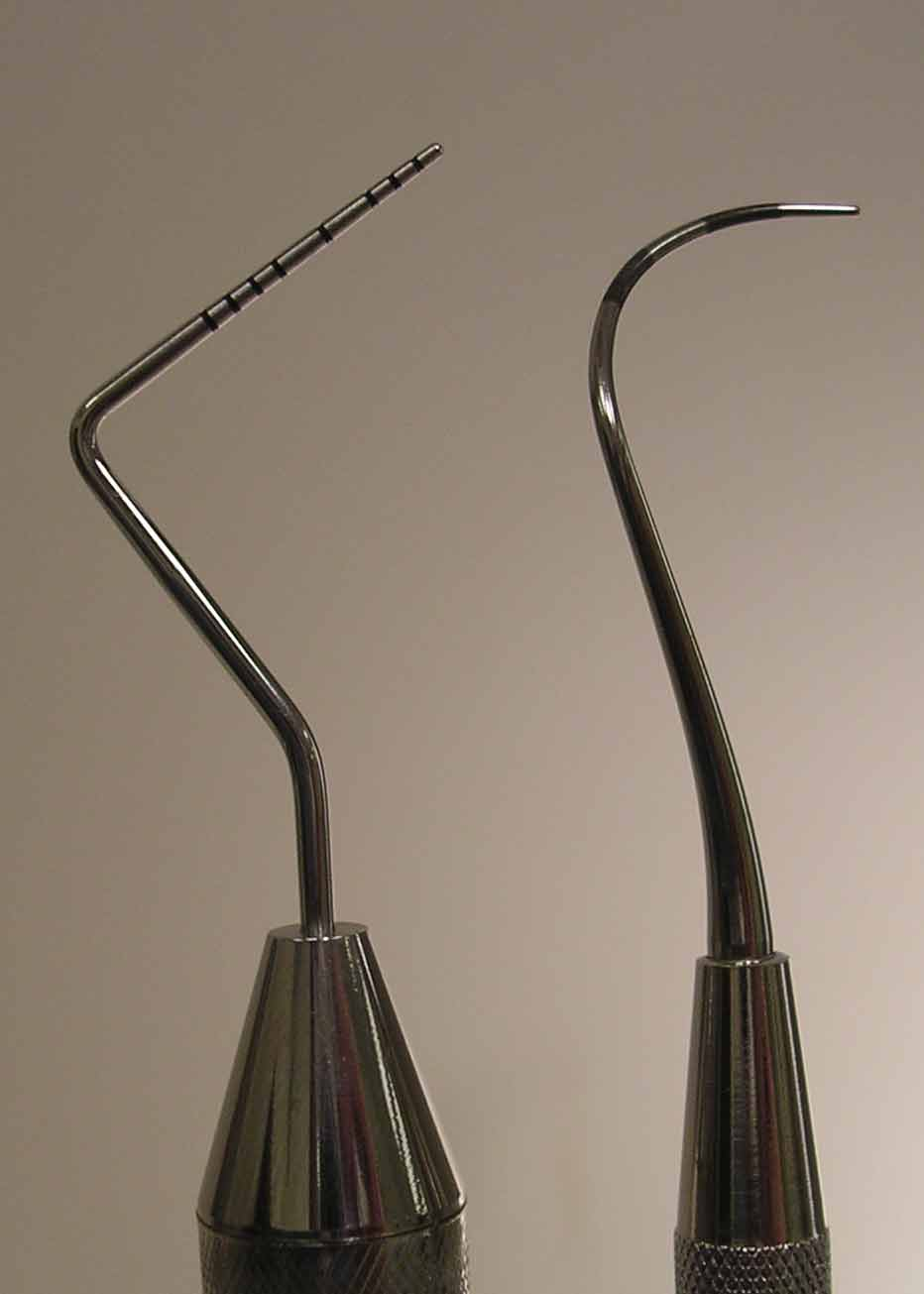
Parodontalsonde (links); Bifurkationssonde (rechts)

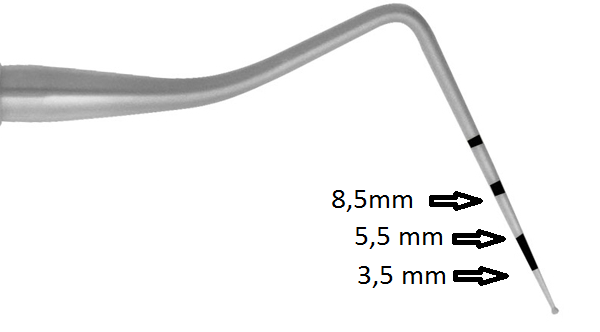
WHO-Sonde zur Messung des PSI-Codes

Während man sich mit dem Parodontalen Screening-Index (PSI) einen Überblick über die Behandlungsbedürftigkeit schaffen kann, dokumentiert der Parodontalstatus alle Befunde über jeden Zahn.
Die Befunderhebung besteht aus vier Teilen, der Erhebung der allgemeinen und speziellen Krankengeschichte, der klinischen Untersuchung, der röntgenologischen Diagnostik und der Labordiagnostik.

### Allgemeine und spezielle Krankengeschichte
Zunächst wird eine Dokumentation von bisherigen Zahnverlusten, Zahnwanderungen, Risikoerkrankungen, wie Rauchen oder Diabetes mellitus, Bluterkrankungen, HIV, genetische Erkrankungen, sowie vorausgegangene Parodontitisbehandlungen festgehalten.

### Klinische Untersuchung
Zur parodontalen Befunderhebung gehört zunächst die Feststellung des Gebissbefundes, hierbei die Feststellung der vorhandenen Zähne, deren Sensibilität (Vitalitätsprüfung), bestehende Karies, vorhandene Füllungen und eingegliederter Zahnersatz und der Einfluss von Restaurationsrändern auf die parodontale Gesundheit, beispielsweise überstehende Füllung- oder Kronenränder. Ferner werden Schlifffacetten, als Hinweise auf Bruxismus, festgehalten.
Es folgt die Inspektion der Gingiva. Veränderungen der Farbe (z. B. Rötung), der Textur (z. B. glasig, glänzend oder ulzeriert) und des Gewebstonus (z. B. ödematös) geben Hinweise auf pathologische Veränderungen der marginalen Gingiva. Darüber hinaus können eventuelle Taschensekretionen festgestellt werden, beispielsweise in Form eines Sekretabflusses aus dem Sulkus, oder Abszesse und Fistelungen bestimmt werden. Mit der Erhebung des Plaqueindex nach Silness und Löe und des Gingivitisindex nach Löe erfolgt die Bewertung der gingivalen Entzündung. Zur Beurteilung des parodontalen Attachmentverlustes erfolgen Taschensondierungen mittels einer kalibrierten Parodontalsonde und die Ermittlung von Gingivarezessionen und Gingivahyperplasien. Aus diesen Angaben ergibt sich der parodontale Attachmentverlust. Zuletzt geben auch die Untersuchungen von Furkationsbefall und Zahnbeweglichkeit Rückschlüsse auf den Grad der parodontalen Erkrankung.

#### Labordiagnostik
Bei progressiven Parodontalerkrankungen und prognostisch schwer einzustufenden Fällen kann eine Labordiagnostik durchgeführt werden, wie Tests zur Identifizierung der verursachenden parodontalpathogenen Mikroorganismen. Daneben gibt es molekularbiologische Nachweise bakterieller DNA/RNA und immunologische Nachweisverfahren.

### Röntgendiagnostik
Zur Erhebung eines Röntgenbefundes wird eine Panoramaschichtaufnahme oder ein Röntgenstatus angefertigt. Zur Beurteilung der Röntgenbilder dienen Bezugspunkte wie die Schmelz-Zement-Grenze, der Limbus alveolaris, die physiologische Knochengrenze, der Desmodontalspalt und die Lamina dura. Beim gesunden Parodont verläuft der Limbus alveolaris ca. zwei Millimeter apikal und parallel zur Schmelz-Zement-Grenze. Eine Verschiebung des Limbus alveolaris nach apikal ist ein Zeichen für einen Verlust des alveolären Knochens.
| |
| Ausschnitt aus einer Panoramaröntgenaufnahme einer fortgeschrittenen Parodontitis im linken Unterkiefer mit einem Knochenabbau zwischen 30 % und 80 %. Die rote Linie zeigt den aktuellen Knochenverlauf, der in den Parodontalstatus übertragen wird. Die gelbe Linie zeigt den ursprünglichen Verlauf des Zahnfleischsaums, der etwa 1 bis 2 mm über dem Limbus alveolaris, verläuft. Der pinkfarbene Pfeil rechts zeigt eine freiliegende Bifurkation. Der blaue Pfeil in der Mitte zeigt auf einen besonders starken Knochenabbau. Der umkreiste Bereich weist einen besonders aggressiven Verlauf der Parodontitis im Bereich der unteren Frontzähne auf. |

## Ausfüllhinweise
- Klinisch nicht vorhandene Zähne werden mit horizontalen Strichen gekennzeichnet. Zähne die extrahiert (entfernt) werden müssen, werden durchkreuzt.
- Die Ergebnisse der Messung der Taschentiefen, die an mindestens zwei gegenüberliegenden Zahnflächen bestimmt wird, wird in Millimetern in die Felder der Zahnkrone eingezeichnet.
- Der Beweglichkeitsgrad wird in römischen Ziffern in der Mitte der Zahnkrone vermerkt.
- Festgestellte freiliegende Furkationen werden mittels eines schwarzen Punktes in die Furkationsgegend gezeichnet.
- Eine fakultative Eintragung der vestibulären Rezessionstiefe (in Millimetern) wird auf der Zahnwurzel eingetragen.
- Devitale Zähne werden mit einem Negativstrich über der Wurzel markiert.
- Es kann eine fakultative Eintragung des Gingivaverlaufes eingezeichnet werden.
- Beim einzelnen Parodontium wird eingetragen, ob ein offenes oder geschlossenes Vorgehen geplant ist.